# Aechmea subintegerrima
Aechmea subintegerrima là một loài thực vật có hoa trong họ Bromeliaceae. Loài này được (Philcox) ined. mô tả khoa học đầu tiên.